# Trojiční sloup

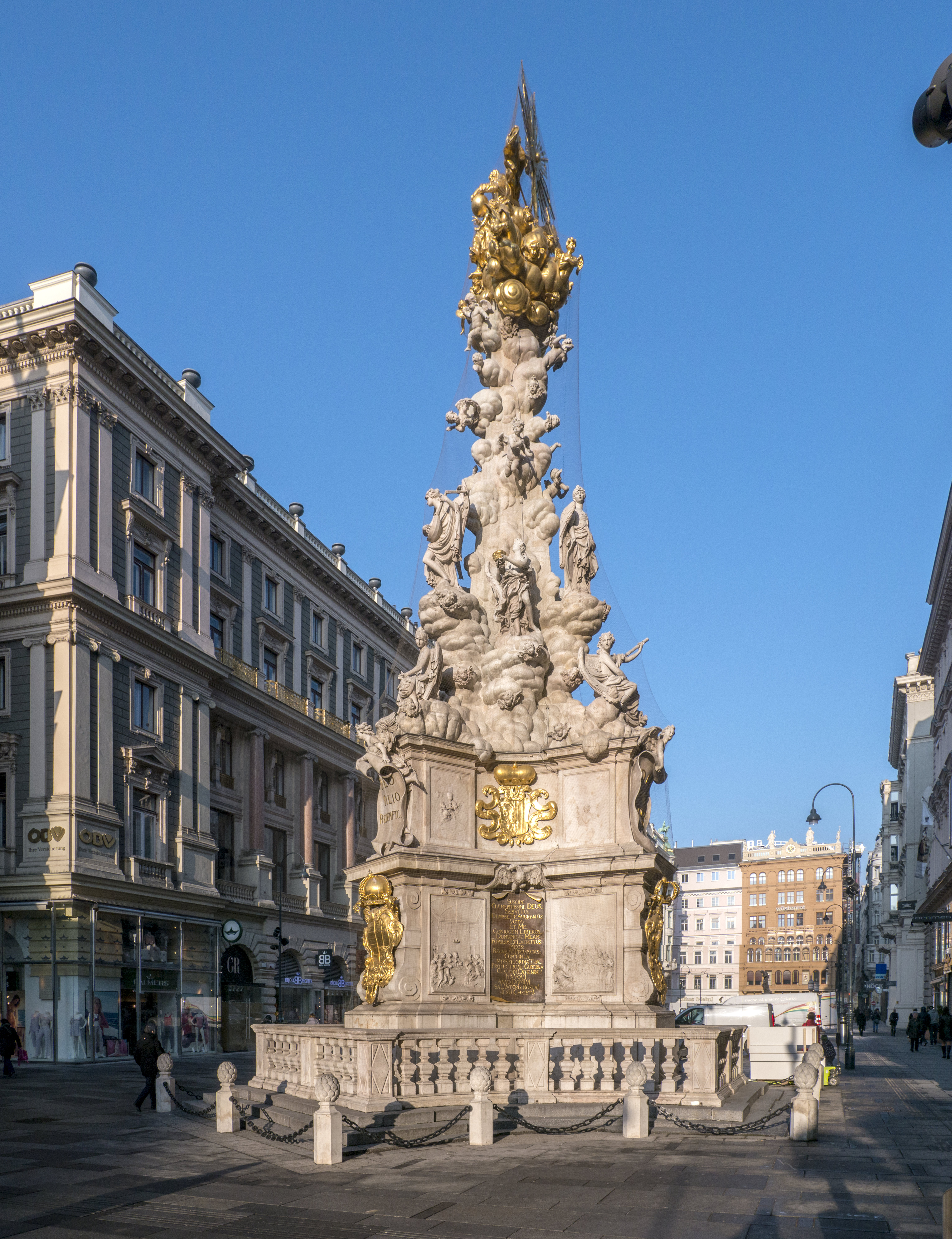
Morový sloup Nejsvětější Trojice ve Vídni z roku 1693 (dokončený)

Trojiční sloup (sloup Nejsvětější Trojice) je typ sochařského díla, které má podobu sloupu, na jehož vršek je umístěno sochařské ztvárnění Nejsvětější Trojice.

## Charakteristika

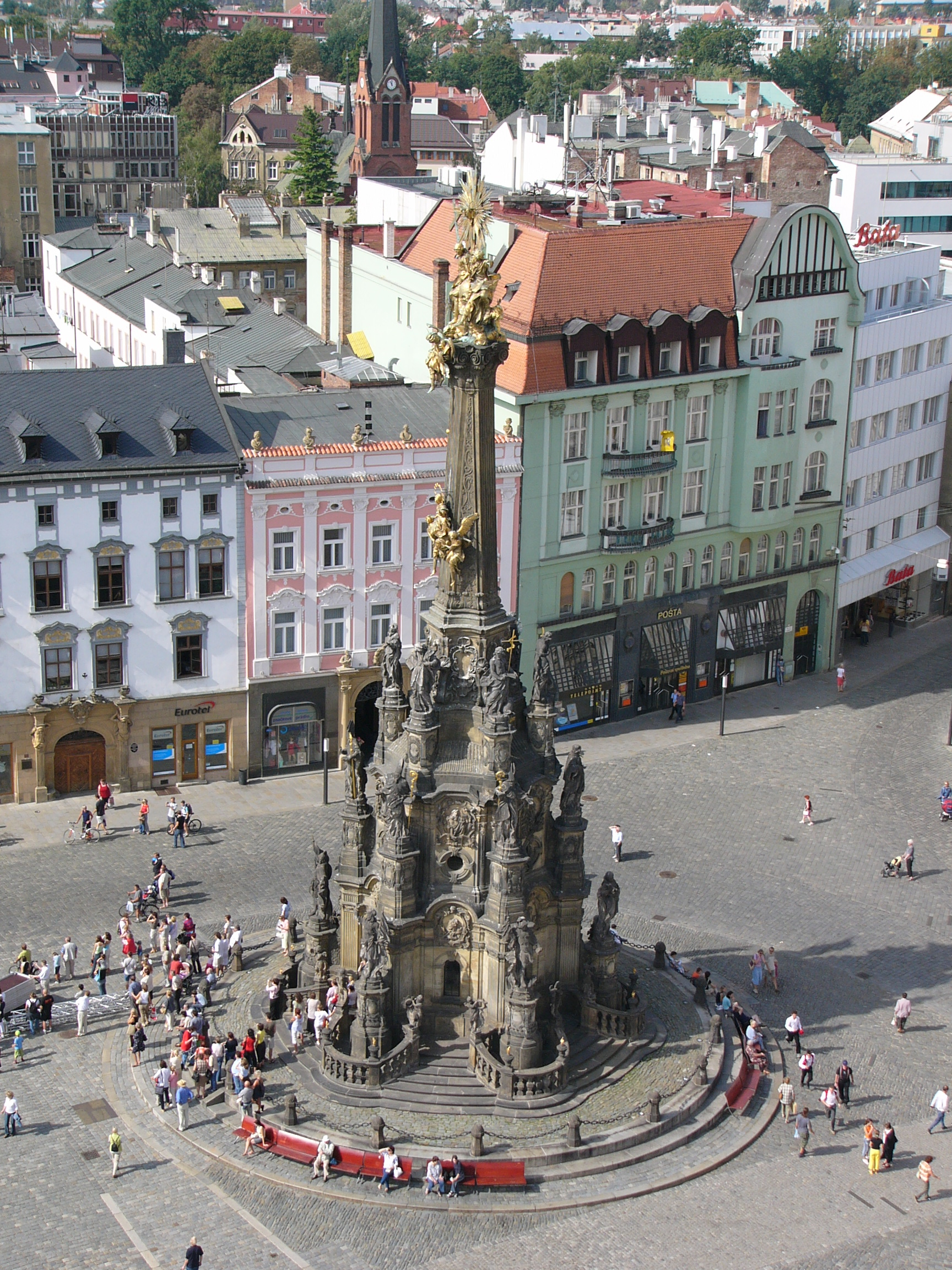
Sloup Nejsvětější Trojice (Olomouc)

Celkové zpracování monumentálního díla vychází z tradice mariánských sloupů, první trojiční sloupy se začaly objevovat v 80. letech 17. století. Základní dílo, která umožnilo široké rozšíření tohoto díla po habsburské monarchii, byl sloup Nejsvětější Trojice ve Vídni. Tento sloup definoval také základní ikonografické charakteristiky trojičních sloupů: Nejsvětější Trojice je zde ztvárněna tak, že Bůh Otec a Bůh Syn sedí vedle sebe a mezi nimi poletuje holubice (tzv. Žaltářová Trojice), což se v baroku stalo populární ztvárnění (další byl tzv. Trůn milosti, Gnadenstuhl). Celý sloup byl postaven na trojúhelníkovém půdorysu a navíc byl pojednán jako iluzivní tzv. oblakový sloup.
Jeden z nejvýznamnějších trojičních sloupů (ve střední Evropě) je potom sloup Nejsvětější Trojice v Olomouci chráněný jako památka UNESCO. Sloup se stavěl v letech 1716 až 1754. Olomoucký sloup sice užívá sloup řádové architektury, nicméně jinak užívá velmi bohatou sochařskou výzdobu a Nejsvětější Trojici stejnou jako vídeňský (doplněný o Pannu Marii, na některých sloupech se pak trojiční a mariánský výjev uzavírá do podoby Korunování Panny Marie).

## Ikonografie
| Obrázek                                          | Popis |
| ------------------------------------------------ | --- |
|                                                  | Sloup Nejsvětější Trojice ve Vídni. Vrcholová socha zpracována jako Žaltářová Trojice                                                                      |
| Sloup Nejsvětější Trojice v Kroměříži            | Sloup Nejsvětější Trojice v Kroměříži od Jana Sturmera. Vrcholová socha zpracována jako Žaltářová Trojice                                                  |
| Sloup Nejsvětější Trojice v Náchodě              | Sloup Nejsvětější Trojice v Náchodě. Vrcholová socha zpracována jako Žaltářová Trojice, Kříž umístěn centrálně                                             |
| Sloup Nejsvětější Trojice v Českých Budějovicích | Sloup Nejsvětější Trojice v Českých Budějovicích. Vrcholová socha zpracována jako Trůn milosti                                                             |
| Sloup Nejsvětější Trojice v Horním Slavkově      | Sloup Nejsvětější Trojice v Horním Slavkově. Vrcholová socha zpracována jako Trůn milosti, varianta Pietas Domini (Bůh Otec drží z kříže sejmutého Krista) |
| Sloup Nejsvětější Trojice v Karlových Varech     | Sloup Nejsvětější Trojice v Karlových Varech. Vrcholová socha zpracována jako Korunování Panny Marie (Marie přímo součástí vrcholového sousoší)            |
| Sloup Nejsvětější Trojice v Jindřichově Hradci   | Sloup Nejsvětější Trojice v Jindřichově Hradci. Vrcholová socha zpracována jako Korunování Panny Marie (Marie je pod hlavicí sloupu)                       |